# Natalia Kalinina
 (janvier 2024).
Si vous disposez d'ouvrages ou d'articles de référence ou si vous connaissez des sites web de qualité traitant du thème abordé ici, merci de compléter l'article en donnant les références utiles à sa vérifiabilité et en les liant à la section « Notes et références ».
Natalia Kalinina, née le 16 décembre 1973 à Kherson (RSFS de Russie), est une gymnaste artistique soviétique et ukrainienne. 

## Palmarès

### Championnats du monde
- Indianapolis 1991
  -  médaille d'or au concours par équipes

### Championnats d'Europe
- Athènes 1990
  -  médaille d'or aux barres asymétriques
  -  médaille d'argent au concours général individuel
  -  médaille d'argent à la poutre

### Autres
- American Cup 1990 :
  -  2e au concours général